# Giorgetto Giugiaro

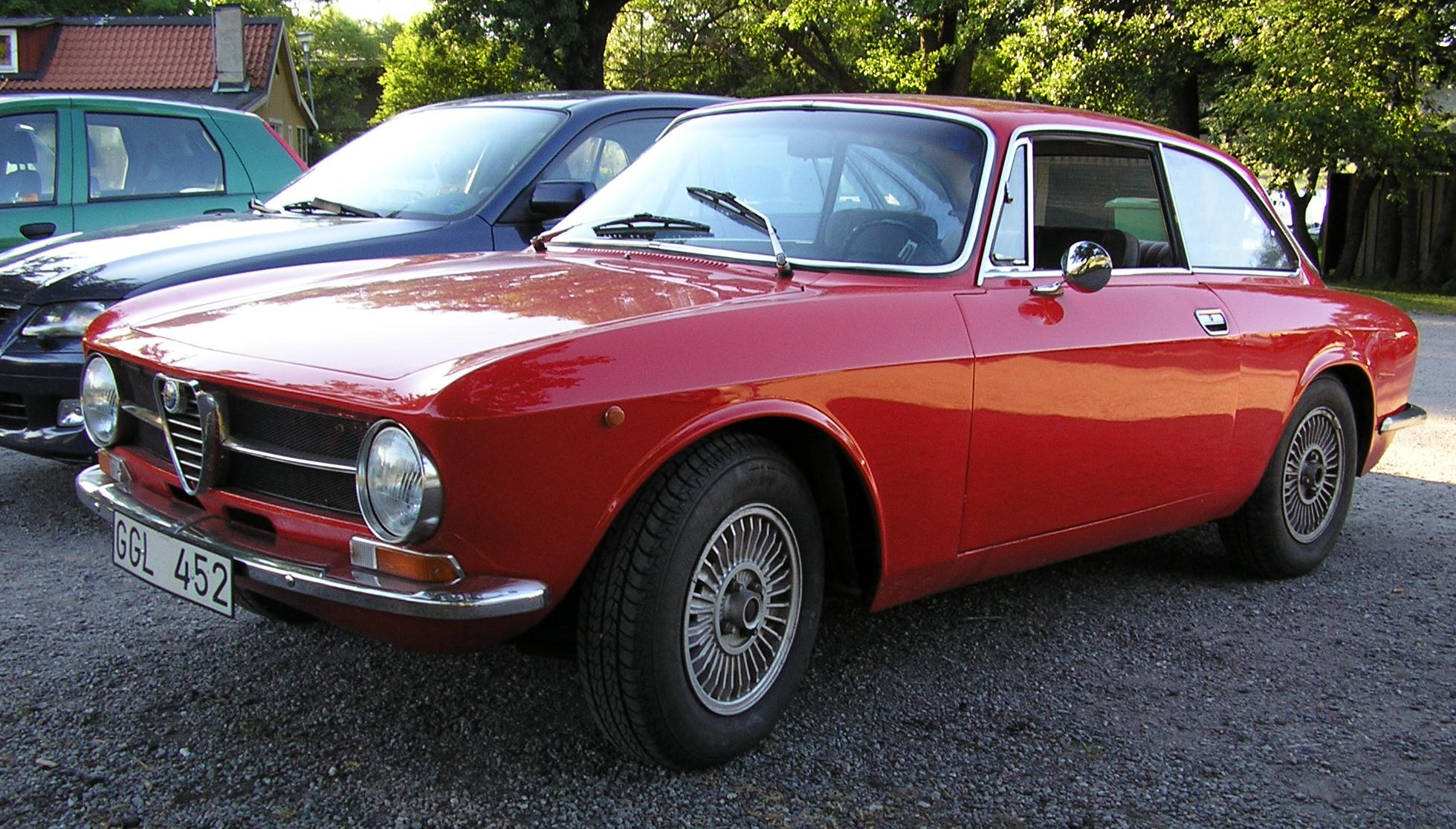
Alfa Romeo Giulia Sprint GT

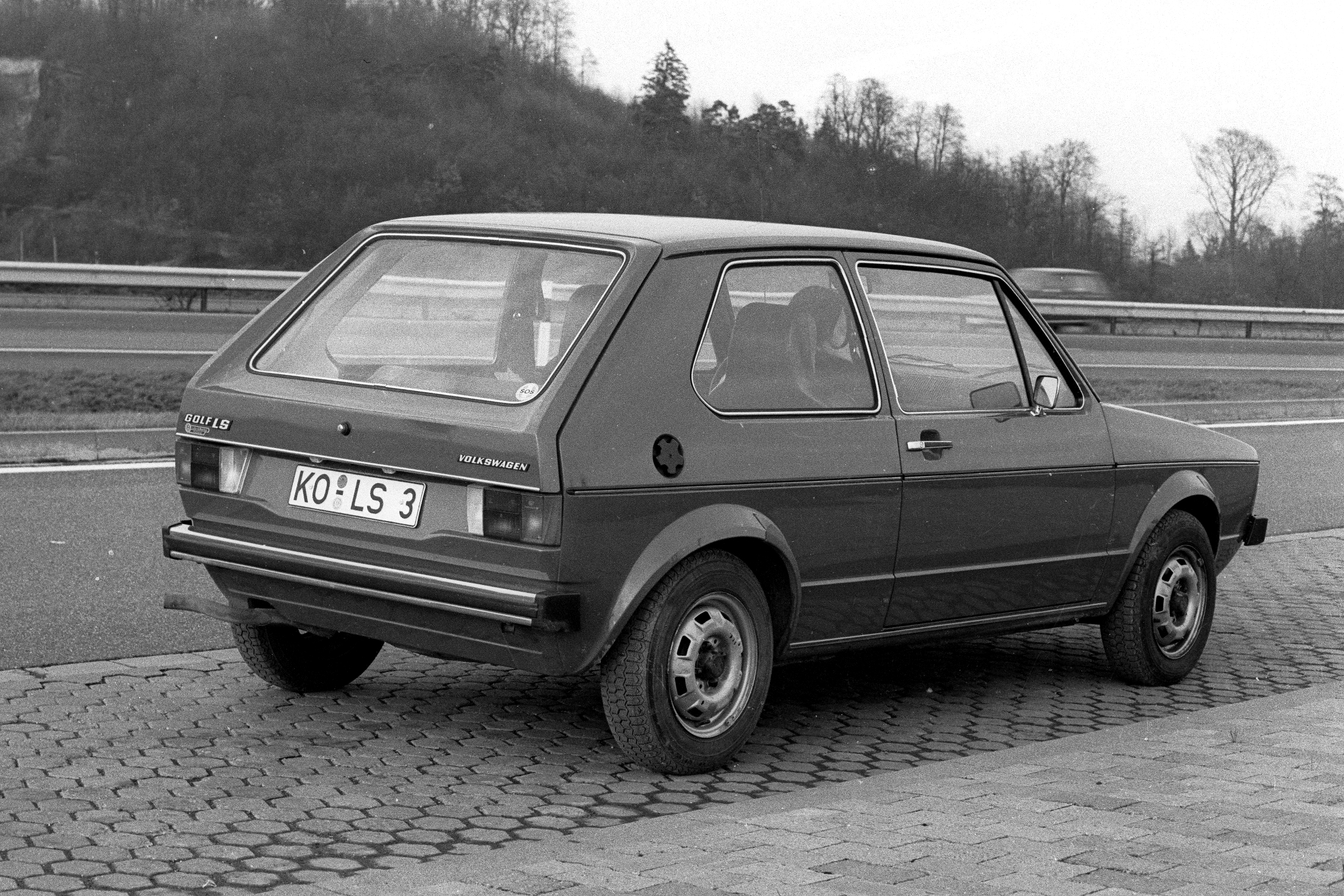
VW Golf:s första generation.

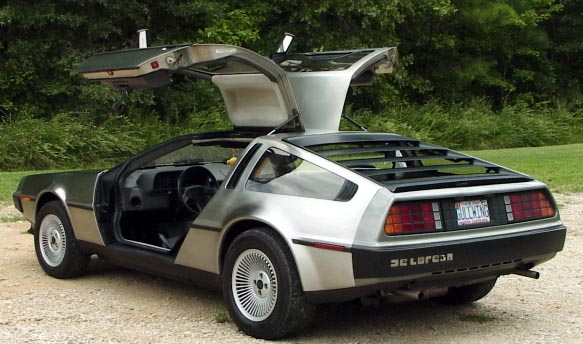
DeLorean DMC-12

Giorgetto Giugiaro, född 7 augusti 1938 i Garessio, är en italiensk formgivare.
Giorgetto Giugiaro är mannen bakom designen av en rad klassiska bilar - såväl extravaganta sportbilar som enklare vardagsbilar. Giugiaro arbetade för Fiat, Ghia och Bertone innan han startade det egna företaget Italdesign. Förutom produktionsbilar har Giugiaro även skapat många konceptbilar. 
Giugiaro har även formgivit produkter inom en rad andra områden. Han jobbade för designstudio Bertone under perioden 1960–1965. Året efter jobbade han för Ghia under två år, fram till 1968. Under perioden 1968–2015 arbetade han under sitt eget namn, Italdesign Giugiaro. Vid 72 års ålder sålde Giugiaro  90,1% av Italdesign till Volkswagen genom dotterbolaget Lamborghini Holding S.p.A.